# Связанная с кляпом во рту. Любовная история
«Связанная с кляпом во рту. Любовная история» (англ. Bound and Gagged: A Love Story) — американская мелодрама 1993 года режиссёра Дэниэла Эпплби.

## Сюжет
Элизабет и Лесли — любовницы. Муж Лесли, Стив, бывает, бьёт её, а после того, как узнаёт о лесбийской связи жены, его ярости нет предела. Элизабет призывает Лесли бросить его, но та слишком к нему привязана. Тогда Элизабет похищает подругу и силой увозит. Вместе с ней и другом Клиффом, который едва отошёл после неудачной попытки самоубийства, она отправляются в путешествие на ранчо к своей знакомой Карле. Элизабет надеется, что Карла сможет переубедить Лесли, и она согласится быть с ней. В дороге Лесли не раз пытается убежать, и, в конце концов, Элизабет запирает её в багажнике. Но Карла не собирается потворствовать желаниям Элизабет. Поговорив с Лесли, она советует ей вернуться к мужу. Лесли уезжает, Клифф тоже уходит, найдя новый смысл жизни, и Элизабет остаётся одна.

## Актёрский состав
| В ролях             |  | Персонаж |
| ------------------- |  | -------- |
| Джинджер Линн Аллен |  | Лесли    |
| Элизабет Салтарелли |  | Элизабет |
| Карен Блэк          |  | Карла    |
| Крис Дентон         |  | Клифф    |
| Крис Малки          |  | Стив     |